# Гірничопрохідницькі роботи
Гірни́чопрохі́дницькі робо́ти — комплекс гірничих робіт з проведення підземних гірничих виробок для геологічної розвідки, видобутку корисних копалин, будівництва підземних споруд.
Гірничопрохідницькі роботи поділяються на основні і допоміжні.
Основні — руйнування гірських порід, навантаження породи в транспортні засоби, зведення постійного кріплення.
Допоміжні — монтаж прохідницького обладнання, а також шахтної вентиляції, водовідливу, транспорту, зведення тимчасового кріплення, транспортування породи, доставка обладнання і матеріалів.
Гірничопрохідницькі роботи належать до робіт підвищеної небезпеки і здійснення їх регламентується відомчими «Правилами безпеки». У загальному обсязі робіт з будівництва гірничодобувних підприємств гірничопрохідницькі роботи становлять 30—50 %. На діючих підприємствах цей показник дорівнює 10—30 %.
СПЕЦІАЛЬНІ СПОСОБИ ПРОВЕДЕННЯ ГІРНИЧИХ ВИРОБОК — способи, які забезпечують проведення виробок при перетинанні водоносних нестійких порід чи при стійких породах, але з таким припливом води, боротьба з якими неможлива з допомогою відкритого водовідливу. Найбільш поширені способи: заморожування, буріння шахтних стовбурів, тампонування, проходка під стисненим повітрям, проходка забивним кріпленням, водопониження і т. ін.